# Peerni
Peerni – wieś w Estonii, w prowincji Parnawa, w gminie Tõstamaa.